# Дмитрівка (Вишгородський район)
Дмитрівка (до 2016 року — Петрівське) — село в Україні, в Димерській селищній громаді Вишгородського району Київської області. Населення становить 121 осіб.

## Особистості
В селі народився Кваша Дмитро Михайлович — Герой Радянського Союзу. В братській могилі на території села похований Назімов Микола Гнатович та Лев Рафаїл Фраймович — Герої Радянського Союзу.
- Козленко Микола Харитонович (1921—2005) — український актор.

## Галерея

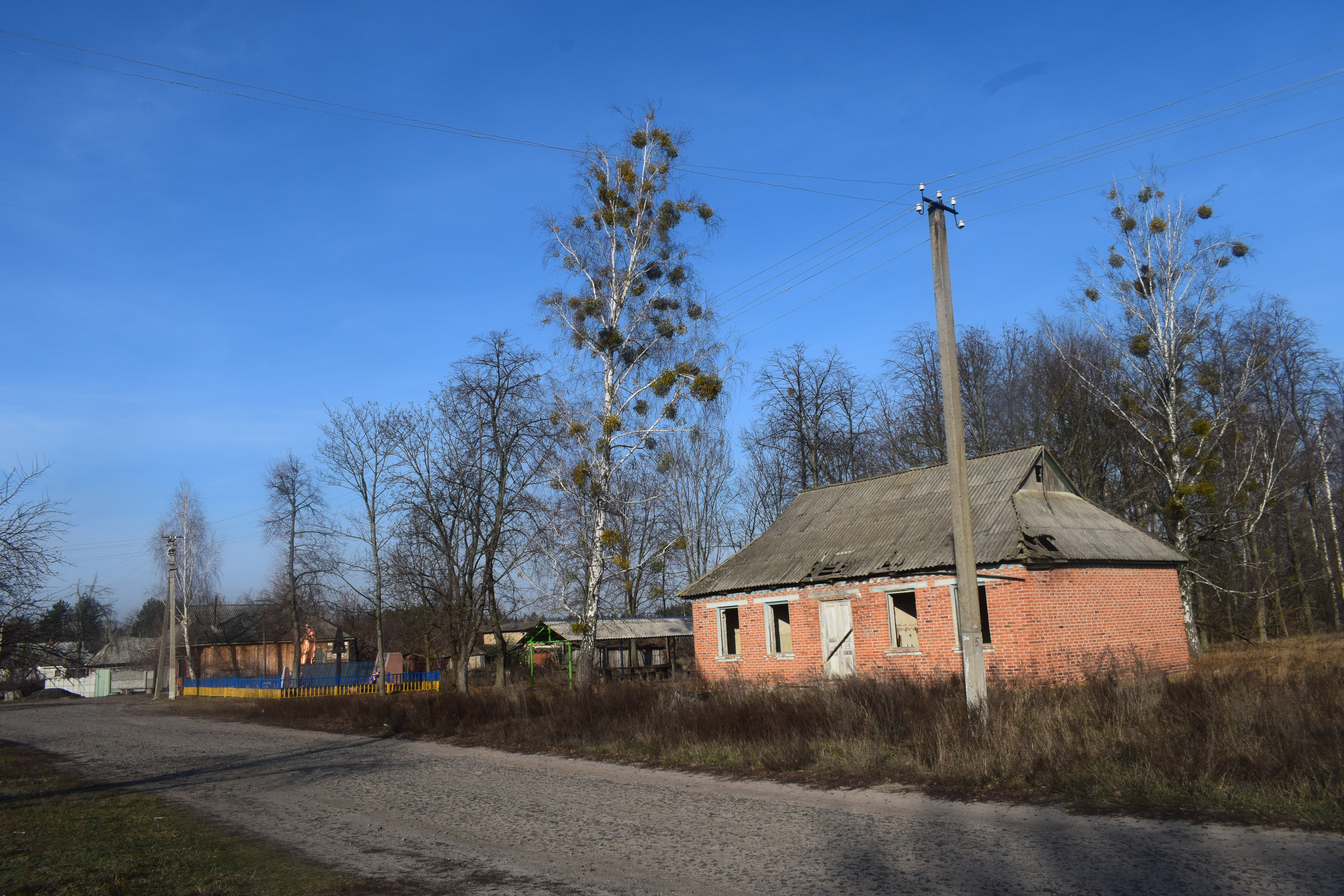
вул. Льва Р.Ф.
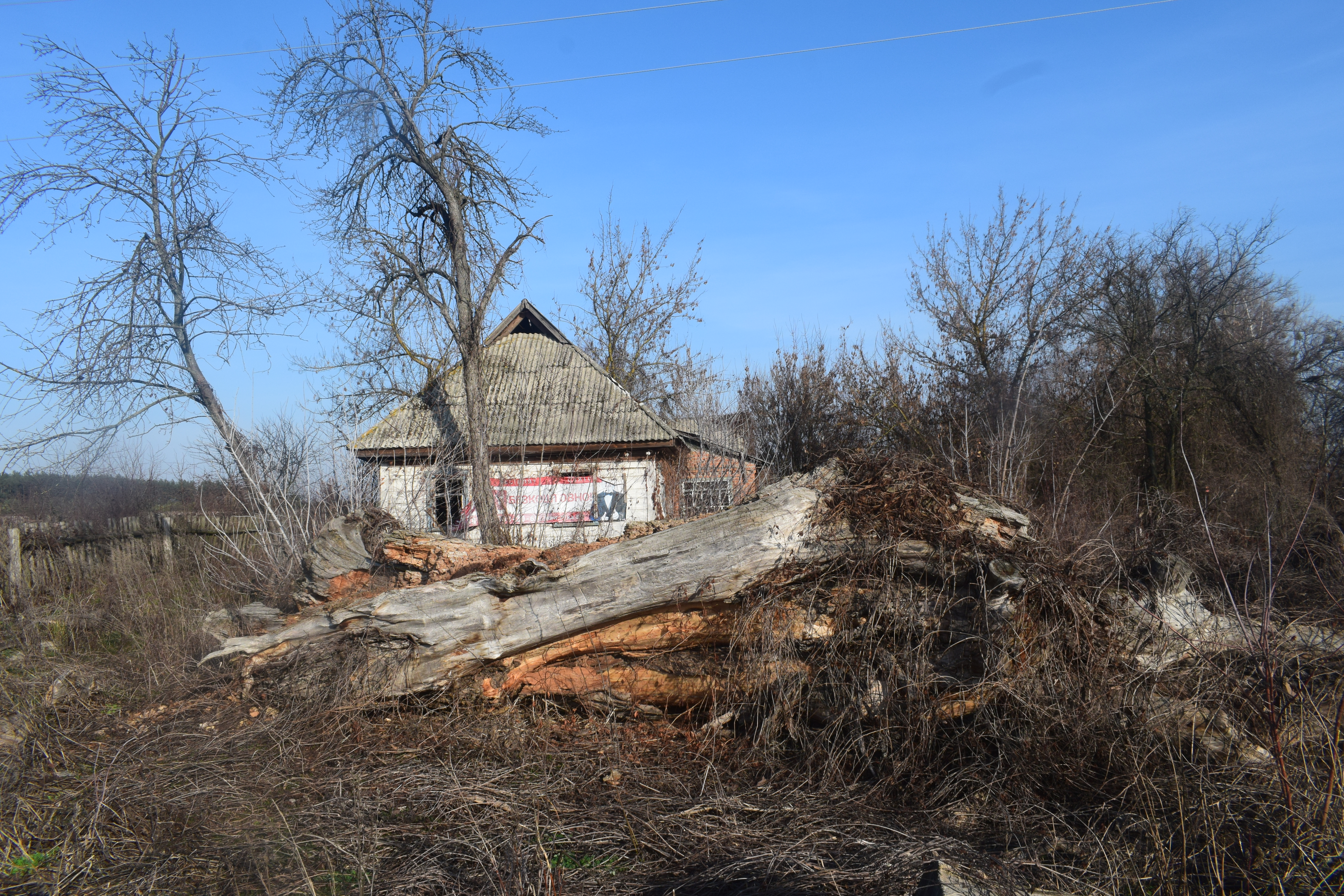
Закинута хата
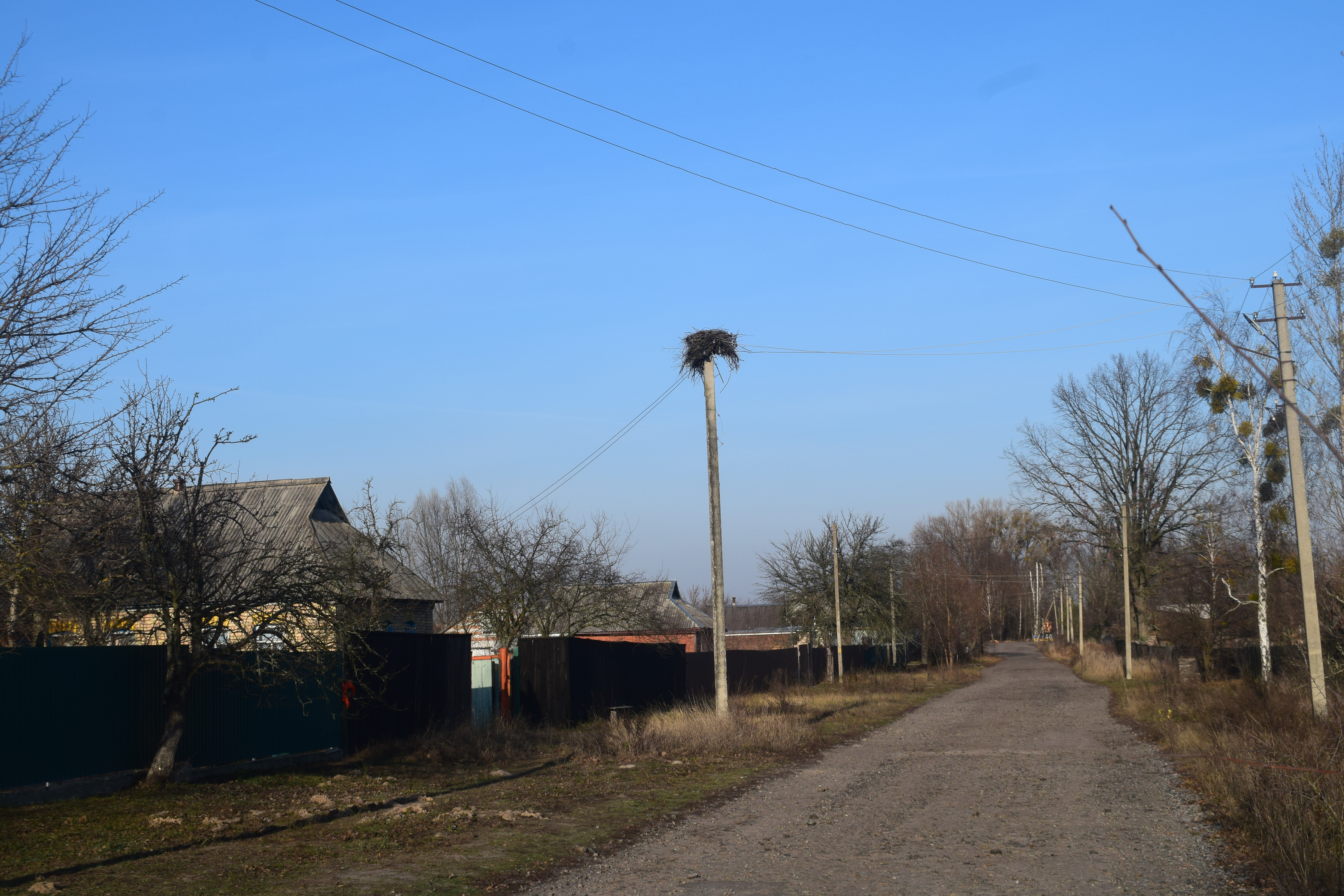
вул. Назімова .М.Г.
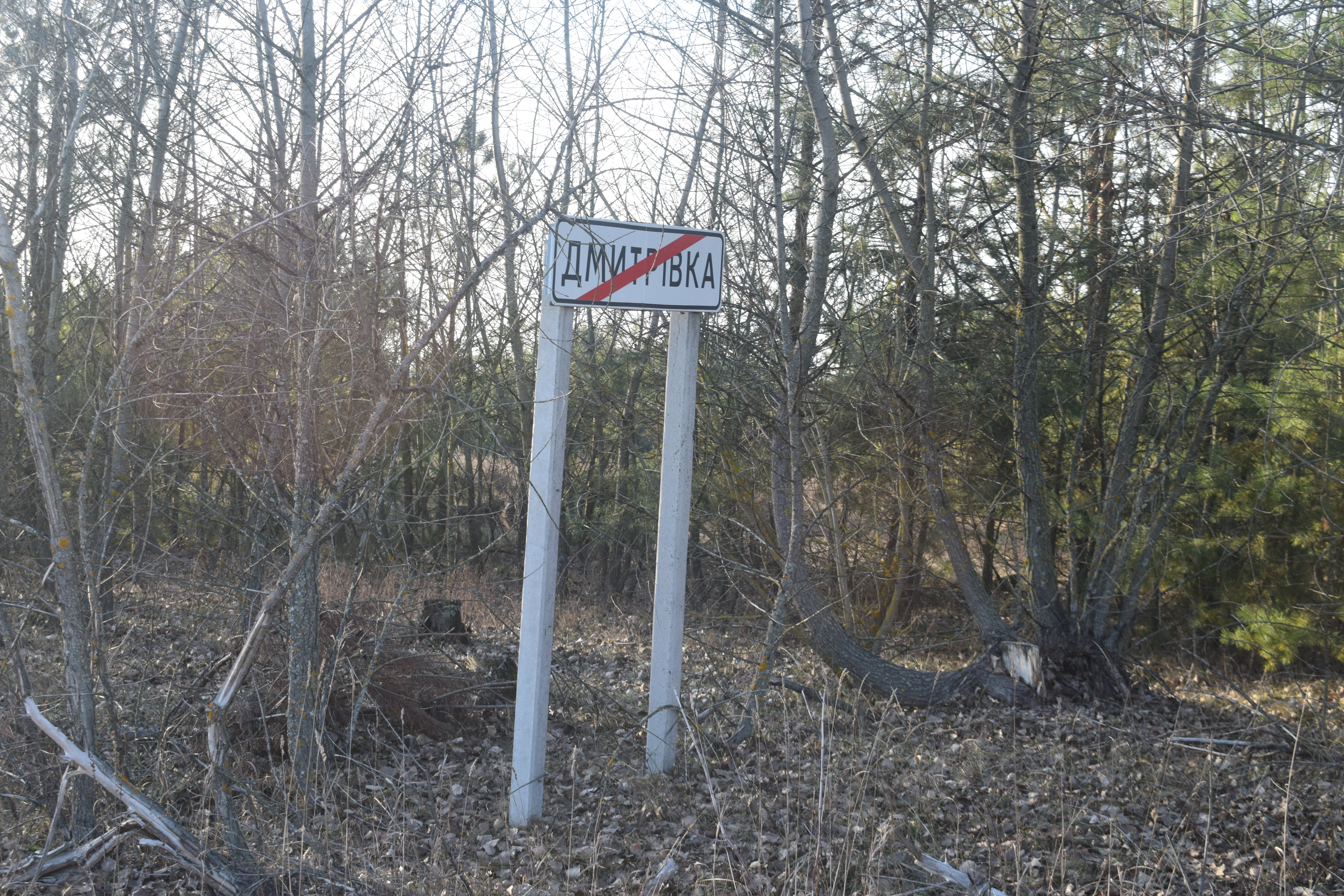
вул. Назімова .М.Г. Кінець села
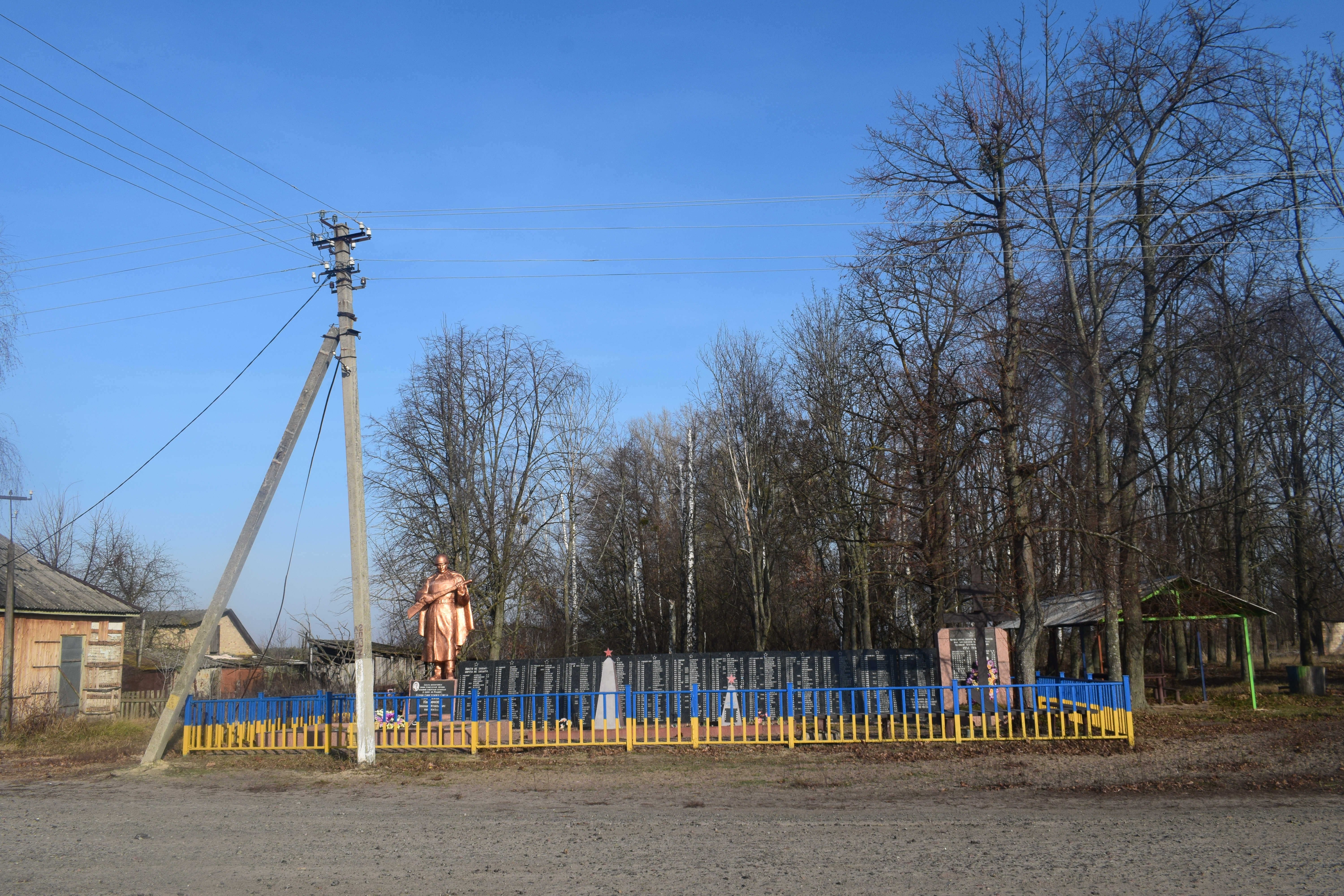
Братська могила радянських воїнів, де поховано Героїв Радянського Союзу Лева Р.Ф., Назимова М.Г.

| Україна | Це незавершена стаття з географії України. Ви можете допомогти проєкту, виправивши або дописавши її. |